# فن وأخلاق
تمت مناقشة الفن والأخلاق ومقارنتها وربطها كمفاهيم.

## تاريخ وأفكار
في PL7، رأى زيو نيرشيو الجمهورية، وظيفة الممثل وهمية، وتقديم وهم خطير من الواقع، وإخفاء حقيقة الوجود من خلال ادعاء التمثيل. أرسطو، في الشعرية، رأى دور الممثل بشكل مختلف إلى حد ما، مما يشير إلى أنه من خلال مشاهدة الشفقة والخوف (في نظره جوهر المأساة) على خشبة المسرح، يمكن للجمهور تجربة تنفيس من العواطف المرتبطة بالأحداث المأساوية الحقيقية، دون الحاجة إلى تجربتها كمشاركين مباشرين.
منذ ذلك الحين، استمرت «الفنون» بين أولئك الذين رأوا أن الفن له تأثير مباشر على الأخلاق، وأولئك الذين أكدوا استقلاليته. كان تولستوي متناقضًا حول دور الفنان (على الرغم من كونه شخصًا واحدًا). في ما هو الفن؟ انتقد الفنانين المقبولين الآن مثل شكسبير وجوته وفاغنر لفشله في التعبير عن `` الحقائق البسيطة '' حول الأخلاق (كما رآها)، واختار بدلاً من ذلك إظهار ذكائه الشعري. رأى أن عملهم يستحق الشجب من الناحية الأخلاقية، ويهدر مواهبهم بشكل فعال من خلال فشلهم في توصيل الحقيقة الأخلاقية للجماهير.
منذ أواخر القرن التاسع عشر وما بعده، مع تطور «الفنون» كمفهوم ثقافي، اشتد الجدل حول الفن والأخلاق، مع تحول الأنشطة الأكثر تحديًا للفنانين إلى أهداف لأولئك الذين يرون الفن باعتباره تأثيرًا على سوء أو جيدة، وكانت الدعامة الأساسية للعديد من المراجعات السلبية لنقاد الفن. اتهم جون روسكين ويسلر «بإلقاء قدر من الطلاء في وجه الجمهور»، والعديد من رقصات باليه دياغليف فضحت الجمهور بموضوعاتهم الجنسية الصريحة (في ذلك الوقت).
في نهاية المطاف ذهب ويسلر وروسكين وجها لوجه في قاعة المحكمة. ولكن في عام 1961، وقعت واحدة من الاشتباكات القانونية الأكثر شهرة بين الفن والأخلاق عندما تم نقل كتب البطريق إلى المحكمة بسبب نشرها لرواية ديفيد هربرت لورانس، رواية عشيق الليدي تشاترلي. وبالمثل، في عام 1977، رفعت ماري وايتهاوس، الناشطة في مجال الأخلاق المسيحية، دعوى قضائية على مجلة غاي نيوز، بموجب قوانين التشهير التجديفية.
في الثقافة الشعبية، يتم استخدام المواد الإباحية (إذا ما رُسمت من الناحية الجمالية) كمثال على تجسيد المرأة، وقد ذُكرت الأفلام العنيفة كتأثير لما يسمى بالأفعال المقلدة في الواقع. ومن الأمثلة على ذلك مذبحة هانجيرفورد، حيث زعمت صحافة التابلويد أن مسلحاً تأثر بسلسلة أفلام رامبو من بطولة سيلفستر ستالون.
في 11 سبتمبر 2001، بعد وقت قصير من هجوم مركز التجارة العالمي، قال الملحن الألماني كارلهاينز ستوكهاوزن عن الفظاعة التي كانت «عمل لوسيفر أعظم فن.» (ومع ذلك، تم إخراج تعليقات ستوكهاوزن من سياقها وسوء فهمها). وكانت الردود فورية ومتطرفة، غذتها مرة أخرى صحافة التابلويد. وقد وجد البعض، هنا وفي أماكن أخرى، أن الفن في خدمة الأخلاق خطير سياسياً.
من الناحية الفلسفية البحتة، لطالما تم التشكيك في الطبيعة الدقيقة لروابط الفن بالأخلاق. لم يجد البعض أي صلة بين الجمالية والمعنوية (أي أن الشجب الأخلاقي لا يحرم عملًا فنيًا من حالته الفنية؛ ولا يتوقف عن وجود قيمة جمالية بغض النظر عن مدى فساد البعض في رؤيته)، في حين أن البعض الآخر، الذين لم يذهبوا في مسار أفلاطوني صريح، جادل بأن العلاقة هي أقرب إلى الإشراف. هنا، يقال أن المكون الأساسي لإنتاج الفن، العامل البشري، لا يمكن جعله منطقيًا إلا إذا تم أخذه مع الرموز الأخلاقية المتصورة التي تحكم الإنسانية.